# Calosoma lepidum
Calosoma lepidum är en skalbaggsart som beskrevs av Leconte 1844. Calosoma lepidum ingår i släktet Calosoma och familjen jordlöpare. Inga underarter finns listade i Catalogue of Life.